# Porsche 804
Porsche 804 je Porschejev dirkalnik Formule 1, ki je bil v uporabi v sezoni 1962, ko so z njim dirkali Dan Gurney, Joakim Bonnier in Phil Hill. Je edini Porschejev dirkalnik, ki je kadarkoli dosegel zmago na prvenstveni dirki Formule 1. To je uspelo Gurneyu na dirki za Veliko nagrado Francije. Na dirki ta Veliko nagrado Nemčije pa je osvojil najboljši štartni položaj, nato pa dosegel tretje mesto na dirki. Gurney pa je ob tem zmagal tudi na neprvenstveni dirki Solituderennen 1962. Motor 8V je imel delovno prostornino 1494 cm³ in je lahko proizvajal moč 180 KM pri 9200 rpm. Dirkalnik je dosegal najvišjo hitrost pri 270 km/h. 